# Jadel Gregório
Jadel Gregório (Brasil, 16 de septiembre de 1980) es un atleta brasileño, especialista en la prueba de triple salto, con la que ha llegado a ser subcampeón mundial en 2007.

## Carrera deportiva
En el Mundial de Osaka 2007 gana la medalla de plata en triple salto, con una marca de 17.59 metros, tras el portugués Nelson Évora y por delante del estadounidense Walter Davis.